# Meredith Salenger

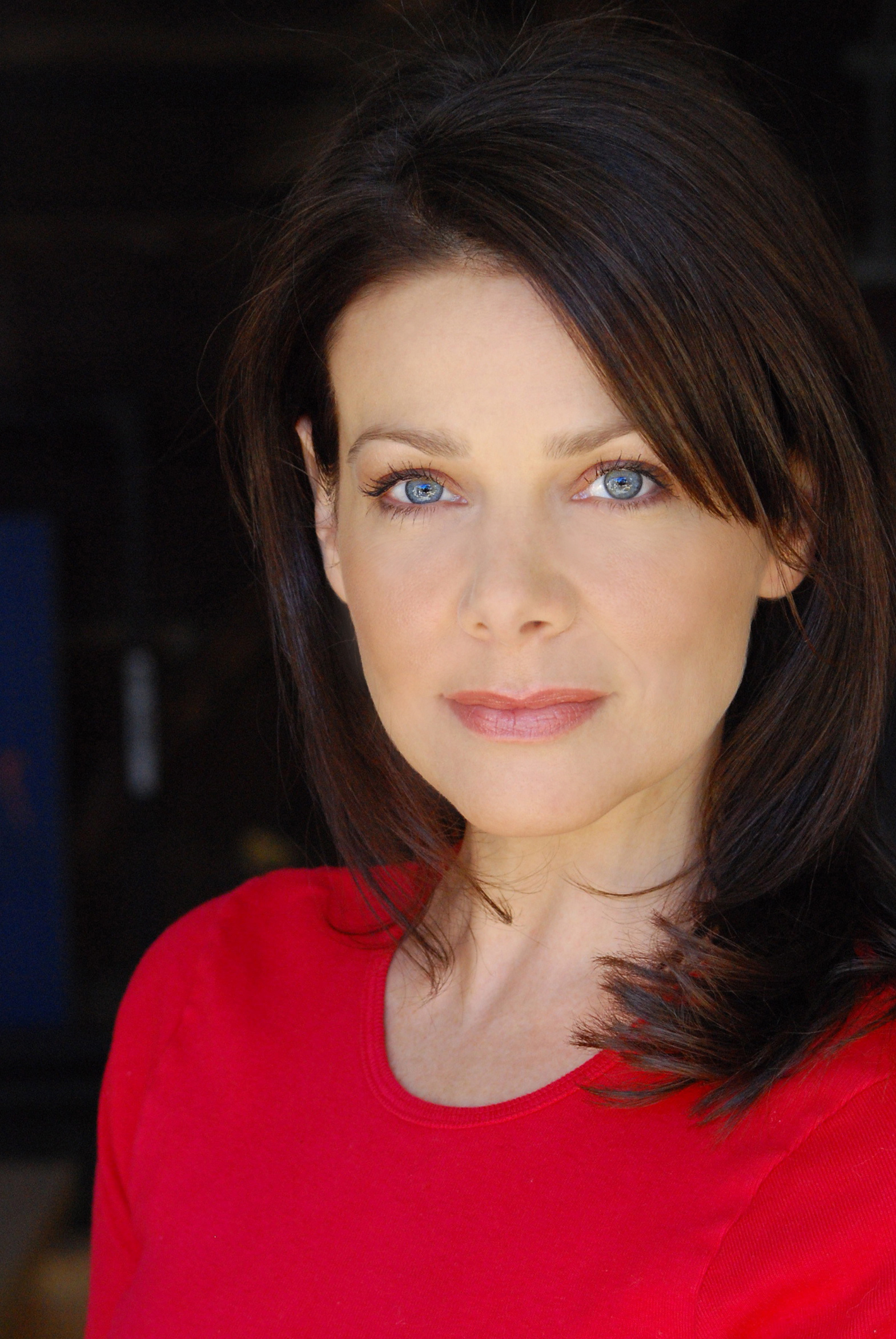
Meredith Salenger 2008

Meredith Dawn Salenger (* 14. März 1970 in Malibu, Kalifornien) ist eine US-amerikanische Schauspielerin.

## Leben und Leistungen
Salenger nahm als Kind Schauspielunterricht und trat in der Fernsehwerbung auf. Sie debütierte im Abenteuerfilm Die Abenteuer der Natty Gann aus dem Jahr 1985, in dem sie die Titelrolle spielte. Für diese Rolle gewann sie im Jahr 1986 den Young Artist Award. Im Filmdrama Jimmy Reardon (1988) spielte sie die Rolle der Freundin des von River Phoenix verkörperten Protagonisten und wurde 1989 für den Young Artist Award nominiert. Für ihre Rolle im Horrorfilm Der Kuss (1988), in dem sie neben Joanna Pacuła und Mimi Kuzyk auftrat, wurde sie 1990 für den Saturn Award nominiert.
Salenger studierte in den Jahren 1988 bis 1992 Psychologie an der Harvard University und schloss ihr Studium mit Auszeichnung ab. Zu ihren Rollen nach dem Studium gehört jene im Actionfilm Mörderisches Doppelspiel (1998), in dem sie an der Seite von Charlie Sheen und von Martin Sheen spielte.
Seit November 2017 ist sie mit dem Komiker und Schauspieler Patton Oswalt verheiratet.

## Filmografie (Auswahl)
- 1985: Die Abenteuer der Natty Gann (The Journey of Natty Gann)
- 1986: Verbranntes Land (The Last Frontier)
- 1988: Jimmy Reardon (A Night in the Life of Jimmy Reardon)
- 1988: Der Kuss (The Kiss)
- 1989: Dream a Little Dream
- 1995: Flucht im roten Cadillac (Girl in the Cadillac)
- 1995: Das Dorf der Verdammten (John Carpenter's Village of the Damned)
- 1995: Venus Rising
- 1997: Sparkle and Charm
- 1998: Mörderisches Doppelspiel (No Code of Conduct)
- 1999: Lake Placid
- 2001: Good Advice – Guter Rat ist teuer (Good Advice)
- 2002: Dawson’s Creek (Fernsehserie, zwei Folgen)
- 2002: Hilfe, ich habe ein Date! (The Third Wheel)
- 2005: Out of the Woods
- 2009–2013: Star Wars: The Clone Wars (Fernsehserie, 9 Episoden)
- 2013: Crush
- 2013: Jodi Arias: Dirty Little Secret (Fernsehfilm)
- 2013: Jake Squared
- 2016: Grey’s Anatomy (Fernsehserie, 1 Episode)
- 2016: The Perfect Daughter (Fernsehfilm)
- 2019: My Little Pony – Freundschaft ist Magie (My Little Pony: Friendship Is Magic, Fernsehserie, 1 Episode)
- 2024: Star Wars: Geschichten des Imperiums (Tales of the Empire, Fernsehserie, 3 Episoden)